# North Shields, South Australia
North Shields är en ort i Australien. Den ligger i kommunen Lower Eyre Peninsula och delstaten South Australia, omkring 250 kilometer väster om delstatshuvudstaden Adelaide. Antalet invånare är 446.
Närmaste större samhälle är Port Lincoln, omkring 12 kilometer söder om North Shields. Genomsnittlig årsnederbörd är 585 millimeter. Den regnigaste månaden är juni, med i genomsnitt 126 mm nederbörd, och den torraste är januari, med 16 mm nederbörd.